# Giovanni-Battista Crescenzi
Pour les articles homonymes, voir Crescenzi.
Giovanni-Battista Crescenzi, connu en Espagne comme Juan Bautista Crescenzi, né le 17 janvier 1577 à Rome (Italie) et mort le 17 mars 1635 à Madrid (Espagne), est un architecte et peintre italien.

## Biographie
Il est issu d'une famille distinguée d'Italie. Son frère est le cardinal Crescenzi.
Il apprend la peinture auprès de Cristoforo Roncalli. Crescenzi devient reconnu comme artiste pendant le pontificat de Paul V, étant superintendant des œuvres de la chapelle pauline de la basilique Sainte-Marie-Majeure à Rome, supervisant aussi les projets artistiques commandés par le pape.
Appelé en 1617 en Espagne à la cour du roi Philippe III, on lui doit la construction de la chapelle sépulcrale de l'Escurial. Philippe IV en récompense, le fit grand de Castille et marquis della Torre.
Comme peintre, il est surtout connu pour des compositions florales.
Sa descendance est restée en Espagne en se transmettant les titres espagnols. Le nom de famille s'est hispanisé en Crescencio.[réf. nécessaire]